# خوليو ريكو
خوليو ريكو (بالإسبانية: Julio Alberto Rico Pardillo) (11 يونيو 1989 في إسبانيا - ) هو لاعب كرة قدم إسباني في مركز الدفاع. لعب مع خيمناستيك طركونة وريال مدريد ج وكولتورال ليونيسا ونادي أوسبيتاليت ويونيون ديبورتيفا لوغرينييس وريال بيتيس بي وCF Pobla de Mafumet ‏.

## وصلات خارجية
- خوليو ريكو على موقع قاعدة بيانات كرة القدم.إي يو (الإنجليزية)
- خوليو ريكو على موقع Soccerway.com (الإنجليزية)
- خوليو ريكو على موقع AS.com (الإسبانية)